# Claudia La Gatta
Claudia La Gatta  (Caracas, Venezuela, 1979. október 10. –) venezuelai színésznő, modell és műsorvezető.

## Élete
Claudia La Gatta 1979. október 10-én született Caracasban. Karrierjét 2004-ben kezdte Az élet gyönyörű oldala című sorozatban. 2010-ben a La mujer perfectában játszott. 2012-ben Estefania Moncada szerepét játszotta A sors hullámain című telenovellában. 2013-ban megkapta Malena szerepét a Las bandidasban.
2010-ben feleségül ment Luis Gerónimo Abreu színészhez. 2014-ben bejelentették, hogy első közös gyermeküket várják.

## Filmográfia
- Nora... (Televen - 2014)... Irina Casado
- Las bandidas... (RTI Televen - 2013)... María Elena "Malena" de Montoya
- Válgame Dios... (Venevision - 2012)... Liseth "La número 3"
- A sors hullámain (Natalia del mar)... (Venevision - 2012)... Estefanía Moncada
- Flor salvaje (Telemundo - 2011)... Clara
- La mujer perfecta (Venevision - 2010)... Isabel "Chabela" Andrade
- La vida entera (Venevision - 2009)... Claudia
- Mi prima Ciela (RCTV - 2007)... Ruth Berroterán
- Los Querendones (Venevision - 2006)... Milady Castillo
- El amor las vuelve locas (Venevision - 2005)... Cristina Parra
- Az élet gyönyörű oldala (Sabor a ti) (Venevision - 2004)... Brenda Gómez